# James Garner (labdarúgó, 2001)
James David Garner (Birkenhead, 2001. március 13. –) angol utánpótlás-válogatott labdarúgó, középpályás, az Everton játékosa.

## Pályafutása

### Klubcsapatokban

#### Manchester United
A birkenheadi születésű Garner 2009-ben csatlakozott a Manchester United utánpótlás akadémiájához. Az U18-as korosztályos csapatban a 2016–2017-es szezon végén mutatkozott be az Arsenal és a Blacburn Rovers ellen. A következő szezonban 24 mérkőzésen nyolc gólt szerzett a csapatban, és megnyerte a korosztályos bajnokságot az együttessel, valamint pályára lépett az UEFA Ifjúsági Ligában is. 
2018 nyarán részt vett a Manchester United idény eleji amerikai túráján, július 22-én pedig a San Jose Earthquakes ellen Scott McTominay cseréjeként pályára is lépett a felnőttcsapatban. 2018. december 12-én, a 2018–2019-es UEFA-bajnokok ligája csoportkörének utolsó fordulójában tétmérkőzésen is bemutatkozott az első csapatban a Valencia ellen. 2019. február 5-én az FA-kupában is benevezték a keretbe, de játéklehetőséget nem kapott a Reading ellen.
Az angol élvonalban a Crystal Palace elleni 3–1-re megnyert mérkőzésen mutatkozott be 2019. február 27-én. Fred cseréjeként állt be a mérkőzés hosszabbításában. 2019. március 15-én, két nappal 18. születésnapját követően 2022 nyaráig szóló profi szerződést kötött a klubbal.
A 2019-2020-as idényt megelőzően több fiatal akadémiai játékos, így Angel Gomes, Tahith Chong és Mason Greenwood mellett részt vett a klub idény előtti felkészülési túráján. A Perth Glory elleni felkészülési mérkőzésen a 83. percben állt be csereként, majd két perccel később gólt szerzett.
2019. október 24-én a szerb Partizan ellen pályára lépett az Európa-ligában.
2020. szeptember 18-án a másodosztályban szereplő Watfordhoz került kölcsönbe a 2020-2021-es szezon végéig. Húsz bajnoki mérkőzésen lépett pályára a csapat színeiben, majd 2021 júniusában a Manchester United visszarendelte kölcsönszerződéséből, a szezon hátralevő részére pedig a szintén másodosztáylú Nottingham Forestnek adta kölcsön. 2021. február 26-án lőtte első gólját a csapatban a rivális Derby County elleni 1-1-es döntetlennel végződött bajnoki mérkőzésen. Összesen húsz alkalommal lépett pályára a Championshipben és négy gólt szerzett. A Nottingham 2021 nyarán a teljes 2021–2022-es szezonra kölcsönvette őt a Manchestertől, miután Garner meghosszabbította szerződését nevelőklubjával. 2022. szeptember 1-jén az Evertonhoz igazolt, négyéves szerződést aláírva. Átigazolása, illetve klubtól való elengedése nemtetszést váltott ki a Manchester United szurkolóinak körében. Az Everton 9 millió fontot fizetett érte, amely bizonyos feltételek teljesülése esetén bónuszok formájában elérheti a 15 millió fontot.

### A válogatottban
Garner volt a csapatkapitánya a 2017-es U17-es labdarúgó-Európa-bajnokságon az elődöntőig jutó angol korosztályos válogatottnak. Az U20-as korosztályos válogatottban 2020. október 13-án mutatkozott be egy Wales elleni 2–0-s győzelem során.
2021-ben kapott először meghívást az angol U21-es válogatottba.
Részt vett a 2023-as U21-es labdarúgó-Európa-bajnokságon, amelyet az angol válogatott megnyert.

## Statisztika
2019. február 27-én frissítve.
| Klub              | Szezon         | Bajnokság      | Bajnokság     | Bajnokság | FA-kupa       | FA-kupa | Ligakupa      | Ligakupa | Nemzetközi kupa | Nemzetközi kupa | Összesen      | Összesen |
| Klub              | Szezon         | Bajnokság      | Pályára lépés | Gól       | Pályára lépés | Gól     | Pályára lépés | Gól      | Pályára lépés   | Gól             | Pályára lépés | Gól      |
| ----------------- | -------------- | -------------- | ------------- | --------- | ------------- | ------- | ------------- | -------- | --------------- | --------------- | ------------- | -------- |
| Manchester United | 2018–19        | Premier League | 1             | 0         | 0             | 0       | 0             | 0        | 0               | 0               | 1             | 0        |
| Karrier összes    | Karrier összes | Karrier összes | 1             | 0         | 0             | 0       | 0             | 0        | 0               | 0               | 1             | 0        |

## Sikerek és díjak
Anglia U21
- U21-es Európa-bajnokság: 2023

## További információ
- Profil, ManUtd.com